# Немецкий центр авиации и космонавтики
Немецкий центр авиации и космонавтики (нем. Deutsches Zentrum für Luft - und Raumfahrt e.V.) — национальный центр аэрокосмических, энергетических и транспортных исследований Германии. Отделения и исследовательские центры организации располагаются в нескольких местах по всей территории Германии, штаб-квартира находится в Кёльне. Организация несёт ответственность за планирование и осуществление германской космической программы от имени федерального правительства Германии. Центр занимается широким кругом исследовательских проектов, как национальных, так и международных.

## Организация
В настоящее время в Немецком центре авиации и космонавтики работают около 8700 человек. Организации принадлежат 32 института, объекты, расположенные более чем в 14 городах Германии, а также офисы в Брюсселе, Париже и Вашингтоне. Бюджет организации за 2010 год составил около 670 миллионов евро для покрытия своих собственных исследований и разработок, а также оперативных задач. Одна треть этой суммы поступает в компанию от так называемых третьих лиц (нем. Drittmittel). В дополнение к этому Германский центр авиации и космонавтики управляет средствами приблизительно около 500 миллионов евро, которые поступают в немецкие фонды от Европейского космического агентства, а также получает более чем 650 миллионов евро, предназначенных для проведения исследований от имени немецкого федерального министерства. Организация является полноправным членом Консультативного комитета по космическим системам данных и членом Объединения имени Гельмгольца.

## История
см. Научно-исследовательский институт техники ракетного полёта в Трауэне (de:Trauen) (в документах именовался «Авиационная испытательная станция Трауэн»); доктор Эйген Зенгер.